# 抖音火山版
火山小视频，是中国互联网公司字节跳动推出的短视频应用。2020年1月并入抖音，更名为“抖音火山版”。

## 历史
火山小视频前身为2016年4月的“火山直播”，原为内嵌于“今日头条”应用内的直播服务，2016年8月，主打15秒小视频社区的“火山星球”正式上线。2016年12月，“火山星球”正式更名为“火山小视频”，其最大特色为“火力值”机制，为用户提供现金奖励以激励创作，被外界视作字节跳动对标竞争对手快手的产品。2017年5月，火山小视频发布“10亿补贴计划”，用以扶持优质内容创作者。截至2019年底，火山小视频日活跃用户超过5000万。
2020年1月8日，火山小视频与同为字节跳动旗下的明星应用抖音宣布品牌整合升级，更名为“抖音火山版”，仍将保持独立运营。

## 争议

### 内容违规被整改
2017年4月18日，“火山直播”因涉嫌违规提供涉黄内容，被北京市网信办、北京市公安局、北京市文化市场行政执法总队联合约谈，责令限期整改。2017年5月12日，“火山直播”应用停止更新，其功能合并至“火山小视频”。
2018年4月4日，“火山小视频”因传播涉未成年人低俗不良信息，被国家网信办依法约谈，责令全面进行整改。4月5日，“火山小视频”在国内主流安卓应用市场均已下架。其后，“火山小视频”发布《净化生态，重整出发》的公告，宣布2018年4月5日9点至4月10日9点期间进行整改，“视频”频道暂停更新，仅推荐正能量内容，整改措施包括建立健全审核体系，对平台上的未成年人严格管理，全面清查不利于未成年人的内容，加强落实黑名单制度等。 4月13日，暂时关停“同城”频道。